# Âge (アルバム)
『âge』（アージュ）は、斉藤由貴の通算8枚目のオリジナル・アルバム。1989年4月21日発売。発売元はポニーキャニオン。

## 背景
タイトルの「âge」とは、フランス語で ″年齢″ ″年代″ ″成熟″ という意味である（英語のageと同じ）。
崎谷健次郎によるプロデュース作品で、井上陽水の曲をカヴァーしたシングル「夢の中へ」と同時リリースされた。各作品の両立を図るため、「夢の中へ」はアルバム未収録とされ、シングル・カップリング曲の「あなたの存在」を収録している。これにより、ミニ・アルバムや企画アルバム（ベスト含む）を除いて過去に発売されたフル・アルバムでは、初めてシングルA面曲を含まないアルバムとなった。ポニーキャニオンの方針により、この作品以降12インチアナログレコードは販売されなくなった。
前作まで編曲・サウンドプロデュースを務めてきた武部聡志が勇退し、本作では作曲・編曲をすべて崎谷健次郎が担当した。崎谷は「月野原」を提供したセカンド・アルバム『ガラスの鼓動』から楽曲制作に関わっているが、その頃から斉藤の作品をプロデュースする構想を抱いていたとされる。斉藤もまたテーマを持った教会音楽様のアルバム制作を想定し、崎谷からの楽曲提供を希望していたとされる。斉藤の希望は前作『TO YOU』にて異なる形として発表されたため、崎谷は『TO YOU』、前々作『PANT』のいずれとも異なるテーマを模索していた。当時海外で台頭し始めていたハウス・ミュージックを国内でもいち早く採り入れ、かつ、それまでにない斉藤のアーティスト性を表現するポップス作品となった。同日発売の崎谷のアルバムもハウス・ミュージックが基調となっている。また、デビュー以来、後ろ髪の長かった斉藤がセミロングとなったアルバム・ジャケットのヴィジュアル・プロデュースも崎谷が手がけたことで話題となった。
作詞は「あなたの存在」を除いた全曲、当時同じくポニーキャニオンに所属していた谷山浩子が担当。のちに、数曲が谷山によってカヴァーされた。谷山作詞楽曲のひとつ「LUCKY DRAGON」は、フジテレビ系テレビドラマ『LUCKY! 天使、都へ行く』の主題歌として使用された。
本作と、同時発売のシングル「夢の中へ」の両方を購入した人向けの特典として、「YUKI'S BRAND アンブレラ」が抽選でプレゼントされる応募券がCD帯に印刷されている。
2003年9月18日発売のCD-BOX『斉藤由貴 CD-BOX 2』にリマスタリング音源で収められた。こちらは限定生産のため、現在は入手困難となっている。
2009年8月5日、斉藤のデビュー25周年記念として、HQCD・紙ジャケット仕様で限定リリースされた。

## 収録曲

### CD
| 全作詞: 谷山浩子（特記以外）、全作曲・編曲: 崎谷健次郎。 |                                        |                       |            |      |
| #                                                        | タイトル                               | 作詞                  | 作曲・編曲 | 時間 |
| 1.                                                       | 「LUCKY DRAGON」                       | 谷山浩子 （特記以外） | 崎谷健次郎 | 4:20 |
| 2.                                                       | 「N’oublie pas Mai (5月を忘れないで)」 | 谷山浩子 （特記以外） | 崎谷健次郎 | 5:20 |
| 3.                                                       | 「ガラスの天球儀」                     | 谷山浩子 （特記以外） | 崎谷健次郎 | 5:13 |
| 4.                                                       | 「LUNA」                               | 谷山浩子 （特記以外） | 崎谷健次郎 | 3:06 |
| 5.                                                       | 「永遠のたそがれ」                     | 谷山浩子 （特記以外） | 崎谷健次郎 | 4:03 |
| 6.                                                       | 「DOLL HOUSE」                         | 谷山浩子 （特記以外） | 崎谷健次郎 | 4:11 |
| 7.                                                       | 「あなたの存在」(作詞:斉藤由貴)        | 谷山浩子 （特記以外） | 崎谷健次郎 | 3:45 |
| 8.                                                       | 「雨色時計店」                         | 谷山浩子 （特記以外） | 崎谷健次郎 | 4:55 |
| 9.                                                       | 「In my house」                        | 谷山浩子 （特記以外） | 崎谷健次郎 | 4:02 |
| 10.                                                      | 「LUCKY DRAGON」(Service Version)      | 谷山浩子 （特記以外） | 崎谷健次郎 | 5:27 |
| 合計時間:                                                | 合計時間:                              | 44:21                 |            |      |

### 曲解説
1. LUCKY DRAGON
  - 間奏に喋り声が挿入されている。
2. N’oublie pas Mai（5月を忘れないで）
3. ガラスの天球儀
  - 谷山浩子がアルバム『タマで弾き語り』（2008年9月10日発売）でカヴァー。
4. LUNA
  - 谷山浩子がアルバム『冷たい水の中をきみと歩いていく』（1990年2月21日発売）でカヴァー。
5. 永遠のたそがれ
6. DOLL HOUSE
  - 谷山浩子がアルバム『漂流楽団』（1995年9月21日発売）でカヴァー。
7. あなたの存在
  - シングル「夢の中へ」のカップリング曲。
8. 雨色時計店
9. In my house
  - テクノ・サウンド。間奏で喋り声が挿入されている。
10. LUCKY DRAGON（Service Version）
  - ベスト・アルバム『Yuki's MUSEUM』にはこちらのヴァージョンが収録された。

## 関連作品
- Yuki's MUSEUM　M-10
- YUKI's BEST　M-2、M-6
- 斉藤由貴 SINGLESコンプリート　M-7